# 薬師沼 (春日部市)

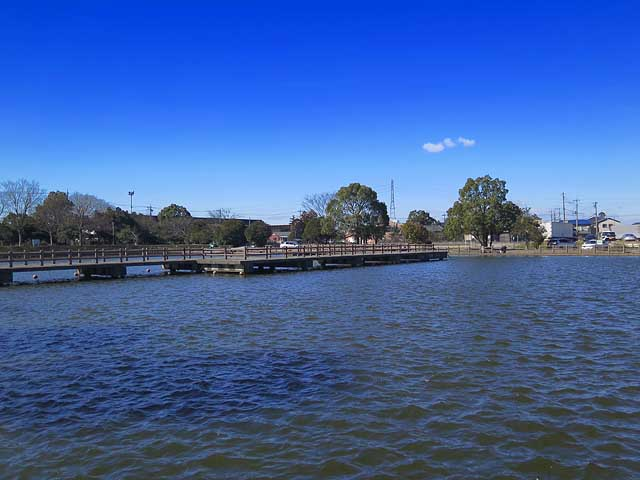
薬師沼（2015年2月）

薬師沼（やくしぬま）は、埼玉県春日部市の南部（豊野地区）に所在する沼である。

## 概要
薬師沼は薬師池とも称され、古くには護岸のされていない自然沼の状態であったが、今日では薬師沼親水公園の一部として整備されている。かつての薬師沼はほぼ南北にタマゴ型の沼であったが、今日の薬師沼は周囲が公園として整備された際に水域が幾分埋め立てられている。水面の周囲は親水公園や釣り場となっているので近づくことが可能である。また現地所在の案内板には「児童が釣りを行う場合、保護者同伴で行うこと。ギャング（ひっかけ）や投網の使用は行わず、釣り大会は許可を受けて行い（市外の人の大会は認めず）、沼で釣った魚は持ち帰らないこと。悪ふざけや他人への迷惑行為は行わず、植栽帯は立ち入り禁止とする。ゴミや空き缶などは持ち帰ること。自転車やオートバイの乗り入れは禁止する。」との折が記されている。この他、沼には睡蓮が植栽されている。所在地周辺は北方および西方は水田などの農地、東方は国道4号越谷春日部バイパス、南方は工場となっている。なお、沼の大半は赤沼に所在しているが、北西部は銚子口となっている。明治期の記録である『武蔵国郡村誌』には東西34間（約62m）・南北51間2尺（約93 m）・周囲220間5尺余（約402 m）とあり、赤沼村（今日の［大字］赤沼）の西方に位置すると記されている。薬師沼の南西部にて水路が接続しており、大落古利根川と接続している。また沼の北東部にて別の水路が接続している。

## 所在地
- 〒344-0015 - 埼玉県春日部市赤沼
- 〒344-0013 - 埼玉県春日部市銚子口[5]

## 周辺
- 薬師沼親水公園
- 埼玉県道10号春日部松伏線
- 国道4号越谷春日部バイパス
- 豊野町第一公園
- 大落古利根川